# Standards (album de Tortoise)
Pour les articles homonymes, voir Standard.
Albums de Tortoise
TNT
(1998) It's All Around You
(2004)
Standards est le quatrième album du groupe Tortoise sorti en 2001.

## Liste des titres
1. Seneca (6:19)
2. Eros (4:27)
3. Benway (4:46)
4. Firefly (3:56)
5. Six Pack (3:10)
6. Eden 2 (2:09)
7. Monica (6:30)
8. Blackjack (4:08)
9. Eden 1 (2:36)
10. Speakeasy (6:17)